# Sela pri Hinjah
Sela pri Hinjah je naselje u slovenskoj Općini Žužemberku. Sela pri Hinjah se nalazi u pokrajini Dolenjskoj i statističkoj regiji Jugoistočnoj Sloveniji. 

## Stanovništvo
Prema popisu stanovništva iz 2002. godine naselje je imalo 43 stanovnika.